# Semcinovo, Pazardjik
Semcinovo (în bulgară Семчиново) este un sat în comuna Septemvri, regiunea Pazardjik,  Bulgaria. 

## Demografie
Componența etnică a satului Semcinovo
     Bulgari (70,56%)
     Romi (8,95%)
     Nicio identificare (20,17%)
     Altele (0,51%)
La recensământul din 2011, populația satului Semcinovo era de 1.943 locuitori. Din punct de vedere etnic, majoritatea locuitorilor (70,56%) erau bulgari, cu o minoritate de romi (8,95%). Pentru 20,17% din locuitori nu este cunoscută apartenența etnică.